# Simon Schaffer

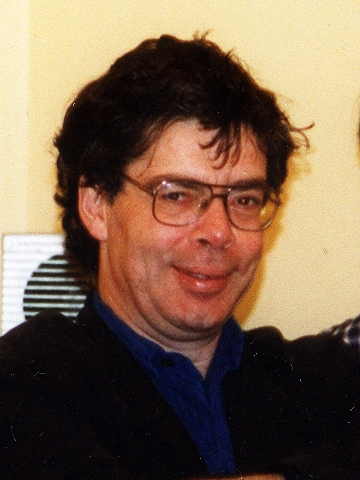
Simon Schaffer während einer Sommerakademie in St. Petersburg, Russland (2001)

Simon Schaffer (* 1. Januar 1955 in Southampton) ist ein britischer Wissenschaftshistoriker. Er unterrichtet Geschichte der Naturwissenschaften (history of science) und Philosophie der Naturwissenschaften am Department of History and Philosophy of Science der Universität Cambridge.

## Leben und Werk
Schaffer wurde in Southampton geboren, lebte jedoch als Kind mit seinen Eltern einige Jahre in Australien. Nach dem Besuch der Varndean Grammar School for Boys (heute Varndean College) in Brighton studierte er am Trinity College und mit einem Kennedy-Stipendium in Harvard.  Er lehrte zunächst am Imperial College London und der  University of California, Los Angeles (UCLA), bevor er als Hochschullehrer an die Universität Cambridge wechselte. Seit 1985 ist er Fellow am Darwin College. Schaffer war zeitweilig Mitherausgeber von The British Journal for the History of Science. Neben Forschung und Lehre in Cambridge betätigt er sich als Moderator von Wissenschaftssendungen, z. B. 2004 auf BBC Four in der vierteiligen Dokumentation Light Fantastic über die wissenschaftliche Erforschung des Lichts.
Zusammen mit Steven Shapin verfasste Schaffer das 1985 erschienene Werk Leviathan and the Air-Pump: Hobbes, Boyle, and the Experimental Life, für das die beiden Wissenschaftshistoriker 2005 mit dem Erasmuspreis ausgezeichnet wurden. Schaffer und Shapin zeichnen darin die Auseinandersetzung zwischen Thomas Hobbes und Robert Boyle um ihre wissenschaftliche Methodologie sowie das Verhältnis von Staatsgewalt und Wissenschaft nach. Die beiden Historiker vertreten die Position, dass Boyle seine wissenschaftliche Position zur Luftpumpe mit Hilfe der Royal Society durchsetzte. Deshalb wurden Schaffer und Shapin dem Strong Programme der Wissenschaftssoziologie zugeordnet, das die Produktion „harter“ naturwissenschaftlicher Erkenntnis als soziale Konstruktion wahrnimmt und entsprechend untersucht. In der auf die Veröffentlichung von Leviathan and the Air-Pump folgenden wissenschaftlichen Kontroverse wurden folgende Kritikpunkte formuliert:
- dem Konflikt in der Beziehung zwischen Hobbes und Boyle werde von Shapin und Schaffer ein zu hoher Stellenwert beigemessen[3]
- der Blickwinkel der Autoren sei auf England beschränkt; die Verhältnisse im kontinentalen Europa des 17. Jahrhunderts würden von ihnen nicht berücksichtigt[4]
- viele Schlussfolgerungen von Shapin und Schaffer seien ungenau und beruhten auf einem unzeitgemäßen Verständnis von Boyles Forschung[5]
- die Passagen über Hobbes seien von gravierenden Irrtümern und Fehlern durchzogen, entscheidende Zitate seien nicht korrekt[6]

Für 2013 wurde Schaffer die George-Sarton-Medaille der History of Science Society (HSS) zugesprochen, für 2017 der Paul-Bunge-Preis der Gesellschaft Deutscher Chemiker. 2018 erhielt er den Dan-David-Preis. 2012 wurde er zum Mitglied der British Academy gewählt, 2025 zum Mitglied der American Academy of Arts and Sciences.

## Veröffentlichungen (Auswahl)
- Steven Shapin/Simon Schaffer: Leviathan and the Air-Pump: Hobbes, Boyle, and the Experimental Life. Princeton University Press, Princeton, NJ 1985. ISBN 978-0-691-15020-8 (Reprint)
- Mitherausgeber von: The brokered world. Go-betweens and global intelligence 1770 - 1820. Science History Publications, Sagamore Beach, MA 2009. ISBN 978-0-88135-374-7

In deutscher Sprache:
- OK Computer. S. 393–429 in: Michael Hagner (Hrsg.): Ansichten der Wissenschaftsgeschichte. S.Fischer, Frankfurt/M. 2001. ISBN 978-3-596-15261-2
- Die Reichweite experimenteller Wissenschaften: Modelle, Mikrogeschichten, Mikrokosmen. In: Historische Anthropologie: Kultur, Gesellschaft, Alltag. Böhlau, Köln 2005, Bd. 13, H. 3, S. 343–366. ISSN 0942-8704
- Himmlische Mächte. In: Bildwelten des Wissens. Kunsthistorisches Jahrbuch für Bildkritik. Akademie-Verlag, Berlin 2007. Bd. 5, Heft 2, S. 40–49. ISSN 1611-2512